# Joyce Sylvester
Pour les articles homonymes, voir Sylvester.
Joyce Juanita Sylvester, née le 19 septembre 1965 à Amsterdam, est une femme politique néerlandaise membre du Parti travailliste.
Élue au Sénat en 2003, elle est la première membre de l'assemblée originaire du Suriname. De 2008 à 2009, elle est bourgmestre de la commune néerlandaise d'Anna Paulowna, et de 2009 à 2015, de Naarden,. Elle est également la première bourgmestre noire du pays.

## Biographie

### Formation et parcours professionnel
Sylvester étudie les sciences de la communication et de l’information, en partie à l’université d'Utrecht, et la science politique et les finances publiques à l’université d'Amsterdam. En 2000, elle passe son doctorat à la faculté de droit de l’université libre d'Amsterdam. Elle travaille comme journaliste pour le quotidien Het Parool, puis en tant que responsable de la gestion financière auprès du ministère de l'Infrastructure et de l'Environnement et comme fonctionnaire de la municipalité d’Amsterdam.
Fin 2019, elle figurait dans la liste des 200 Néerlandais les plus influents du Volkskrant.

### Carrière politique
En 2003, elle est élue sénatrice pour le Parti travailliste. À la Première Chambre, elle est membre de la commission des Finances, des Affaires économiques, de la Culture et de l'Agriculture. Lors des élections sénatoriales néerlandaises de 2007, elle se trouve en 16e position de la liste et le Parti travailliste obtint 14 sièges, mais elle est néanmoins réélue grâce à des votes préférentiels. En 2011, elle se trouvait en neuvième position sur la liste des candidats et fut réélue automatiquement. Elle rejoint alors la commission des Affaires sanitaires et sociales et devient vice-présidente des Affaires internes et générales.
D'octobre 2008 à mai 2009, elle est bourgmestre de la ville d’Anna Paulowna en province d'Hollande-Septentrionale en remplacement du bourgmestre sortant, Arnoud-Jan Pennink. En septembre 2009, Joyce Sylvester devient bourgmestre de la ville de Naarden après que Peter Rehwinkel ne soit nommé à Groningue. Lors de la disparition de la commune au 1er janvier 2016, elle perd cette fonction.
Sylvester occupe plusieurs autres postes annexes. Elle est notamment présidente du Conseil de surveillance de la RTV Noord-Holland, présidente du Conseil d’administration de la Fondation de l’Organisation de Musique Ancienne d’Utrecht, membre du Conseil de direction du Stedelijk Museum et présidente exécutive de l'organisation Samenwerkende Hulporganisaties (SHO).

### Vie privée
Joyce Sylvester a grandi avec ses trois sœurs dans une famille dont les parents originaires du Suriname étaient venus étudier aux Pays-Basau début des années soixante . Sa mère était maîtresse de maison. En 1992, Joyce Sylvester a été victime d’un accident ferroviaire à Hoofddorp.

## Publications
Joyce Sylvester a rédigé plusieurs ouvrages :
- Joyce Sylvester, "De praktijk van privatisering: dissertatie" (2000)
- Joyce Sylvester i.s.m. Jan Jurriens, "Strategievorming van verzelfstandigde organisaties" (2001)
- H.J. de Ru, J.A.F Peters, J.J. Sylvester, "Monografieën Overheid en Markt, De Wet markt en overheid, beschouwingen over een omstreden wetsvoorstel", (2003), SDU Uitgevers BV, Den Haag,  (ISBN 9054093609)